# Guillaume-Antoine Delfaud
Guillaume-Antoine Delfaud o Guillaume Delfaud o Delfau (nacido en 1733 en L'Étang-de-Lol, Daglan, (Dordoña)-muerto el 3 de septiembre de 1792 en París) fue un religioso jesuita francés. 
Elegido diputado del clero a los Estados Generales de 1789, inicialmente favorable al inicio de la Revolución, luego se opone la constitución civil del clero. Detenido, es asesinado en prisión. Es reconocido mártir y bendecido por la Iglesia Católica. 

## Biografía
Guillaume-Antoine Delfaud estudió teología antes de su ordenación, cuando la Compañía de Jesús fue suprimida (1773). Completó su formación y se convirtió en profesor en el seminario de Sarlat. Arcipreste de Daglan (Dordogne), Guillaume-Antoine Delfaud fue elegido en 1789 diputado del clero a los Estados Generales. Votó con el tercer estado, contra los fueros. Según Robert y Cougny, no era muy favorable a los cambios y participaba poco en los debates. Rechazó la Constitución Civil del Clero, manteniéndose fiel a Roma, un gesto mal visto. Escribió una carta abierta denunciando el movimiento anticatólico, y desde entonces se mantuvo en una actitud de oposición a la Revolución. Denunciado, luego arrestado, fue encarcelado en la cárcel Carmelita, donde pereció, junto con 116 otros sacerdotes refractarios durante las masacres de septiembre de 1792. Reconocido como mártir por la Iglesia, fue beatificado el 17 de octubre de 1926, por el papa Pío XI, junto con sus compañeros.